# 加藤洸稀
加藤 洸稀（かとう こうき、2003年7月21日 - ）は、兵庫県姫路市出身の元プロ野球選手（投手）。左投左打。プロでは育成選手だった。

## 経歴

### プロ入り前
姫路市立城陽小学校時代から「旭陽パワーズ」で軟式野球を始め、姫路市立山陽中学校では「龍野ボーイズ」に在籍する。
高校は滝川第二高校に進学。3年生の夏の第103回全国高等学校野球選手権兵庫大会2回戦では、無失点の好投をみせる。準々決勝の対社高校戦では、6回2/3を投げるも5失点を喫し、甲子園の出場はならなかった、
2021年10月11日に行われたプロ野球ドラフト会議にて、福岡ソフトバンクホークスから育成選手ドラフト6巡目指名され、同月28日、支度金300万円、年俸360万円（金額は推定）で契約合意に達した。背番号は147。

### プロ入り後
2022年はウエスタン・リーグ公式戦での登板はなく、三軍では26試合の登板で74回1/3を投げ、2勝4敗2セーブ、防御率3.63を記録する。
2023年、同期入団の木村大成とともに未成年飲酒の事実が発覚し、球団より厳重注意処分を受けた。シーズンでは二軍公式戦で登板はなく、三軍・四軍戦では28試合の登板で130回を投げ、12勝6敗、防御率3.32で前年の成績を上回る。
2024年も二軍公式戦登板は果たせず、10月28日に戦力外通告を受けた。

### 現役引退後
引退後の翌2025年からはソフトバンク三軍の打撃投手に転身した。

## 人物
アマチュアゴルファーの梶谷翼は、滝川二高でのクラスメイトである。

## 選手としての特徴
最速142km/hの速球と2種類のスライダー、カーブ、チェンジアップと多彩な変化球を操る左腕。

## 詳細情報

### 年度別投手成績
- 一軍公式戦出場なし

### 背番号
- 147（2022年[5] - 2024年）